# Peugeot (велокоманда)
Peugeot (Пежо) — ныне несуществующая французская профессиональная шоссейная велокоманда, одна из самых лучших в истории. Велогонщики команды становились победителями престижнейшей велогонки Тур де Франс рекордных 10 раз.
Команда существовала с 1882 по 1986 года, в течение носила название главного спонсора - компании Peugeot, одной из выпускаемых продукций, которой являются велосипеды. В 1986 году команда распалась, однако компания Peugeot до 1989 года оставалась в велоспорте.

## Важнейшие победы
- Генеральная классификация Тур де Франс (1905, 1906, 1907, 1908, 1913, 1914, 1922, 1967, 1975, 1977)
- Генеральная классификация Вуэльты Испании (1948, 1969, 1971)
- Чемпионат мира — групповая гонка (1957, 1965, 1967)
- Милан — Сан-Ремо (1907, 1914, 1918, 1964, 1966, 1967)
- Париж — Рубе (1904, 1905, 1907, 1913, 1963)
- Амстел Голд Рэйс (1983)
- Льеж — Бастонь — Льеж (1949, 1957, 1967)
- Джиро ди Ломбардия (1907, 1908, 1917, 1951, 1970)
- Grand Prix des Nations (1949, 1962)
- Париж — Тур (1906, 1907, 1914, 1917, 1951, 1970)

### Чемпионаты стран
Чемпионские титулы, завоёванные на внутренних чемпионатах стран в групповых шоссейных гонках.
- Франция (1907, 1908, 1920, 1962, 1973, 1975, 1976)
- Германия (1965, 1966, 1967, 1971, 1978)
- Швейцария (1914, 1924, 1948, 1949)
- Италия (1908, 1909, 1910)
- Бельгия (1957, 1972)
- Норвегия (1984)
- Австралия (1984)
- Испания (1948)
- Люксембург (1936)